# كيفن إس. ماكليود
كيفن إس. ماكليود هو كاتب كندي، ولد في 1951 في North Sydney, Nova Scotia ‏ في كندا.